# Dualité (mathématiques)
 (juillet 2024).
Si vous disposez d'ouvrages ou d'articles de référence ou si vous connaissez des sites web de qualité traitant du thème abordé ici, merci de compléter l'article en donnant les références utiles à sa vérifiabilité et en les liant à la section « Notes et références ».
Pour les articles homonymes, voir dualité.

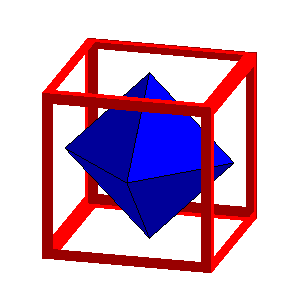
Dual d'un cube : un octaèdre.

En mathématiques, le mot dualité a de nombreuses utilisations.
Une dualité est définie à l'intérieur d'une famille F d'objets mathématiques, c'est-à-dire qu'à tout objet X de F on associe un autre objet Y de F. On dit que Y est le dual de X et que X est le primal[réf. nécessaire] de Y. Si X = Y (par = on peut sous-entendre des relations d'isomorphies complexes), on dit que X est autodual.
Dans de nombreux cas de dualité, le dual du dual est le primal.
Ainsi, par exemple, le concept de complémentaire d'un ensemble pourrait être vu comme le premier des  concepts de dualité. 

## Utilisation
- En algèbre : dual d'un ensemble ordonné.
- En algèbre linéaire : espace dual et espace bidual, voir aussi base duale.
- En analyse convexe : cône dual, paire duale, ensemble polaire.
- En analyse fonctionnelle : dual topologique.
- En analyse harmonique : dualité de Pontryagin, dualité de Tannaka-Krein (en)
- En géométrie : dual d'un polyèdre et dual d'un polygone.
- En géométrie algébrique : dualité de Serre
- En géométrie projective : dualité.
- En optimisation : problème d'optimisation dual.
- En théorie des catégories : dualité - catégorie duale.
- En théorie des graphes : graphe dual.
- En théorie des groupes : représentation duale.
- En théorie de l'optimisation : dualité (optimisation)
- En topologie générale : dualité de Stone.
- En topologie algébrique : dualité de Poincaré, dualité de Spanier-Whitehead (en).
- En géométrie différentielle : dualité de Hodge.